# Cybaeus silicis
Espèce
Cybaeus silicis est une espèce d'araignées aranéomorphes de la famille des Cybaeidae.

## Distribution
Cette espèce est endémique des États-Unis. Elle se rencontre en Caroline du Nord, au Tennessee, en Virginie-Occidentale, en Pennsylvanie et en Ohio.

## Description
Les mâles mesurent de 8 à 10 mm.

## Publication originale
- Barrows, 1919 : New spiders from Ohio. Ohio Journal of Science, vol. 19, p. 355-360 (texte intégral).